# ケオケア (マウイ郡)
ケオケア（Keokea）は、アメリカ合衆国ハワイ州マウイ郡にある非法人地域。

## 地形
- マウイ島の南東に位置している。

## 交通
- ステート・ハイウェイ37が通っている。

## 施設
- Our Lady Queen of Angels教会が存在する。

- クラ・ホスピタルという病院がある。

- シェブロンの給油所Ching K S Storeが存在する。

- ケオケア公園が存在する。